# Ribavirin
Ribavirin ist ein Arzneistoff aus der Gruppe der Virostatika. Es ist ein Nukleosid-Analogon und wirkt virostatisch gegen eine Reihe von DNA- und RNA-Viren wie beispielsweise das Hepatitis-C-Virus, das Respiratory-Syncytial-Virus, Influenza-Viren, Herpes-Viren, Arenaviren, Hantaviren und Adenoviren.

## Wirkungsmechanismus
Ribavirin hemmt das virale Enzym zur Vermehrung des Erbmaterials, die Polymerase. Dadurch wird sowohl die Vermehrung von DNA- als auch RNA-Viren unterbunden. Ribavirin wirkt nicht gegen Retroviren.
Chemisch ist Ribavirin ein Analogon des Nukleosids Inosin und wird innerhalb der Zelle 5'-phosphoryliert. In der Form des Monophosphats hemmt es dann kompetitiv die Inosinmonophosphat-Dehydrogenase und somit die Bildung des Guanosinmonophosphat, einem Grundbaustein von DNA und RNA. Ribavirin wirkt ferner auf das Immunsystem, wobei die Wirkungsweise nicht vollständig bekannt ist.

## Analytik
Die zuverlässige qualitative und quantitative Bestimmung von Ribavirin in verschiedenen Untersuchungsmatrices gelingt nach angemessener Probenvorbereitung durch Kopplung der HPLC mit der Massenspektrometrie.

## Anwendung
Ribavirin ist peroral in Kombination mit Interferon-α-2a oder mit Peginterferon α-2a angezeigt zur Behandlung der Hepatitis C.
Als Aerosol wurde Ribavirin bei schweren Infektionen des Respiratory-Syncytial-Virus (RSV) bei Kindern und Kleinkindern eingesetzt. Nach Angaben des Robert Koch-Instituts konnte eine Wirksamkeit des Medikaments in vitro nachgewiesen werden. Placebokontrollierte Studien konnten jedoch keinen sicheren positiven Effekt in Patienten nachweisen. Deshalb wird die Ribavirin-Therapie der RSV-Infektion vom Robert Koch-Institut nicht mehr empfohlen.
Ferner wird Ribavirin gegen Hepatitis E, Lassafieber, Krim-Kongo-Fieber oder Hantaviren im Anfangsstadium eingesetzt.
Für die Behandlung von Herpes stehen preiswertere und besser wirksame Mittel zur Verfügung (Aciclovir).

## Handelsnamen
Monopräparate

Copegus (D, A, CH), Rebetol (D, A, CH), Virazole (D)